# Don Peters
Don Peters (* 19. Mai 1921; † 4. Oktober 2002 in Oxnard, Kalifornien) war ein US-amerikanischer Drehbuchautor.

## Leben
Peters trat erstmals mit dem Drehbuch zu dem Kurzfilm The Soldier aus dem Jahr 1962 in Erscheinung. Bis einschließlich 1970 folgten vier weitere Produktionen, an denen er beteiligt war.
Bei der Oscarverleihung 1967 war Peters gemeinsam mit Clint Johnston für das Drehbuch zu Der Todesmutige in der Kategorie Bestes Original-Drehbuch für den Oscar nominiert. Danach waren beide für das Drehbuch zu Blutiger Strand (1967) zuständig. Zuletzt entstand 1970 Bloody Mama, der auf einer Geschichte von Peters basiert.